# محمد مجدي (لاعب كرة قدم)
محمد مجدي  حارس مرمى النادي الأسماعيلي،ولد في مدينة الزقازيق محافظة الشرقية.

## مسيرته الكروية
محمد مجدي عبد الفتاح السيد حارس مرمى النادي الإسماعيلي، الحارس الشاب من نتاج قطاع الناشئين بالنادى الإسماعيلى ويتواجد مع الفريق الأول وقد تم تصعيده للعب بالفريق الأول وهو في عمر 15عام وهو من ناشئين نادي الإسماعيلي.
ويلعب حاليًا لنادي الإسماعيلي في مركز حراسه المرمي.
وانضم للفريق الأول ولكنه كان احتياطيًّا، لعب أول مباراة له بالدوري المصري الممتاز مع الفريق الأول كانت ضد نادي أسوان والذي انتهت بنتيجة 2-0 لنادي الإسماعيلي  ،وشارك في حوالي 33 مباراة في جميع المسابقات ولعب مع منتخب مصر مواليد 95 تحت قيادة علاء ميهوب المدير الفنى لمنتخب مصر.
نجح مجلس إدارة النادى الإسماعيلى في تمديد عقد الحارس الشاب محمد مجدى لخمسة مواسم مقبلة ،مع العلم أنه ينتهي العقد في 30/06/2025 ويكون اللاعب حر يحق له الانتقال الي أي نادي.

### فيالدوري المصري الممتاز 2017–2018
شارك محمد مجدي في موسم 2017–2018 مع الفريق في 4 مباريات بالدوري المصري الممتاز.

## إحصائيات مشاركاته
آخر تحديث في 23 سبتمبر 2020
| الفريق     | الموسم    | الدوري  | الدوري | الكأس   | الكأس | البطولات القارية | البطولات القارية | بطولات أخرى | بطولات أخرى | الإجمالي | الإجمالي |
| الفريق     | الموسم    | مشاركات | أهداف  | مشاركات | أهداف | مشاركات          | أهداف            | مشاركات     | أهداف       | مشاركات  | أهداف    |
| ---------- | --------- | ------- | ------ | ------- | ----- | ---------------- | ---------------- | ----------- | ----------- | -------- | -------- |
| الأسماعيلي | 2016–2017 | 1       | 0      | 0       | 0     | 0                | 0                | 0           | 0           | 1        | 0        |
| الأسماعيلي | 2017–2018 | 4       | 0      | 1       | 0     | 0                | 0                | 0           | 0           | 5        | 0        |
| الأسماعيلي | 2018–2019 | 2       | 0      | 0       | 0     | 3                | 0                | 0           | 0           | 5        | 0        |
| الأسماعيلي | 2019–2020 | 20      | 0      | 2       | 0     | 0                | 0                | 0           | 0           | 22       | 0        |
| الإجمالي   | الإجمالي  | 27      | 0      | 3       | 0     | 3                | 0                | 0           | 0           | 33       | 0        |

## روابط خارجية
- محمد مجدي حارس مرمي الاسماعيلي على موقع Transfermarkt: Football Transfers.com (الإنجليزية)
- محمد مجدي حارس مرمي الأسماعيلي علي موقع FilGoal.com (العربي)
- محمد مجدي حارس مرمي الأسماعيلي علي موقع m.kooora.com (العربي)
- محمد مجدي حارس مرمي الأسماعيلي علي موقع int.soccerway.com (الإنجليزية)